# Syrrhopodon hispidocostatus
Syrrhopodon hispidocostatus là một loài rêu trong họ Calymperaceae. Loài này được Renauld & Cardot mô tả khoa học đầu tiên năm 1891.